# O corno
O corno es una película dramática de 2023 dirigida por Jaione Camborda y protagonizada por Janet Novás. Es una coproducción hispano-belga-portuguesa, rodada en gallego. Ganó la Concha de Oro a la mejor película de la 71.ª edición del Festival Internacional de Cine de San Sebastián en 2023.

## Argumento
Ambientada en Galicia en 1971, la trama sigue la difícil situación de María, una mujer obligada a abandonar la isla de Arosa y cruzar la frontera portuguesa a través de rutas de contrabando.

## Reparto
- Janet Novás como María
- Siobhan Fernandes como Anabela
- Carla Rivas como Luisa
- Daniela Hernán Marchán como Ángela
- María Lado como Teresa
- Julia Gómez como Carmen
- José Navarro como Marcos
- Nuria Lestegás como Mabel
- Darío Fernández Raposo como Manuel
- Diego Anido como Juan
- Filomena Gigante como Belén

## Producción
O corno es una coproducción internacional hispano-portuguesa-belga. Ha sido producida por Esnatu Zinema, Miramemira y Elastica Films junto a Bando à Parte y Cupido Bulletproof, con la participación de TVE, TVG, Movistar Plus+, el apoyo de ICAA, Eurimages y AGADIC.

## Estreno
O corno fue seleccionada  al Platform Prize  del 48.º Festival Internacional de Cine de Toronto, en septiembre de 2023 y en la sección oficial del 71 Festival Internacional de Cine de San Sebastián para su estreno europeo donde consiguió la Concha de Oro a la mejor película.También se visionó en el BFI London Film Festival 2023.

## Premios y nominaciones
Premios Goya
| Categoría               | Candidata   | Resultado |
| ----------------------- | ----------- | --------- |
| Mejor actriz revelación | Janet Novás | Ganadora  |

Premios Feroz
| Categoría                        | Candidato(s)             | Resultado |
| -------------------------------- | ------------------------ | --------- |
| Mejor cartel                     | Alejandro Llamas Sánchez | Nominado  |
| Premio Feroz Arrebato de Ficción | O corno                  | Nominado  |